# الکساندر شولگین
الکساندر شولگین (انگلیسی: Alexander Shulgin؛ زاده ۱۷ ژوئن ۱۹۲۵ - درگذشته ۲ ژوئن ۲۰۱۴) دانشمند شیمی دارویی، بیوشیمی، داروشناسی و روان داروشناسی اهل ایالات متحده آمریکا بود. او در اواخر دهه ۱۹۷۰ میلادی اکستازی را برای مصارف روان داروشناسانه ابداع کرد.